# Paul Anderson (Schauspieler)
Paul Anderson (* 12. Februar 1978 in England) ist ein britischer Schauspieler.

## Karriere
Anderson begann seine Schauspielkarriere 2005, als er einen Gastauftritt in der Serie Doctor Who hatte. In den darauffolgenden Jahren spielte er im Fernsehfilm Engaged to Kill (2006) sowie den Serien Gerichtsmediziner Dr. Leo Dalton (2007), Ashes to Ashes – Zurück in die 80er (2008) und Inspector Barnaby (2009) mit. 2011 trat Anderson in Sherlock Holmes: Spiel im Schatten und im Thriller A Lonely Place to Die – Todesfalle Highlands auf. Danach war er in den Filmen Piggy und The Sweeney zu sehen. 2012 wirkte er in Brian De Palmas Thriller Passion mit. In Deutschland bekannt wurde er vor allem durch sein Mitwirken als Arthur Shelby in der hochgelobten Serie Peaky Blinders – Gangs of Birmingham.

## Filmografie
- 2005: Doctor Who (Fernsehserie, eine Folge)
- 2006: Engaged to Kill
- 2007: Gerichtsmediziner Dr. Leo Dalton (Silent Witness, Fernsehserie, zwei Folgen)
- 2008: Ashes to Ashes – Zurück in die 80er (Ashes to Ashes, Fernsehserie, eine Folge)
- 2008: Frankie Howerd: Rather You Than Me (Fernsehfilm)
- 2009: Inspector Barnaby (Fernsehserie, eine Folge)
- 2009: The Firm – 3. Halbzeit (The Firm)
- 2010: The Basement (Kurzfilm)
- 2010–2011: Gelobtes Land (The Promise, Miniserie)
- 2008; 2011: Lewis – Der Oxford Krimi (Lewis, Fernsehserie, zwei Folgen)
- 2011: Sherlock Holmes: Spiel im Schatten (Sherlock Holmes: A Game of Shadows)
- 2011: A Lonely Place to Die – Todesfalle Highlands (A Lonely Place to Die)
- 2012: Piggy
- 2012: The Sweeney
- 2012: Passion
- 2013: Der große Eisenbahnraub 1963 (The Great Train Robbery, Fernsehzweiteiler)
- 2013–2022: Peaky Blinders – Gangs of Birmingham (Peaky Blinders, Fernsehserie, 36 Folgen)
- 2014: ’71
- 2015: Legend
- 2015: Im Herzen der See (In the Heart of the Sea)
- 2015: The Revenant – Der Rückkehrer (The Revenant)
- 2016: Brimstone
- 2017: Feinde – Hostiles (Hostiles)
- 2017: 24 Hours to Live
- 2018: Robin Hood
- 2019: Feedback – Sende oder stirb (Feedback)
- 2019: Tijuana Bible
- 2021: Nightmare Alley
- 2021: The Prince (Fernsehserie, 7 Folgen, Stimme von Prince Louis)
- 2024: A Tale As Old As Time: Ring of Fire (Kurzfilm)
- 2024: Lift